# Forsthof (Winklarn)
Forsthof ist ein Ortsteil des Marktes Winklarn (Verwaltungsgemeinschaft Oberviechtach) im Oberpfälzer Landkreis Schwandorf in Bayern und liegt in der Region Oberpfalz-Nord.

## Geografie
Forsthof liegt im Naturpark Oberpfälzer Wald, etwa ein Kilometer nördlich vom Kernort Winklarn entfernt am Hang des 585 m hohen Geißberges.
Nachbarorte sind im Norden Pondorf, im Nordosten Windhals, im Süden Winklarn, im Westen Hundhagermühl und im Nordwesten Schneeberg.

## Geschichte
Zum Stichtag 23. März 1913 (Osterfest) wurde Forsthof als Teil der Pfarrei Winklarn mit neun Häusern und 41 Einwohnern aufgeführt.
Am 31. Dezember 1990 hatte Forsthof 29 Einwohner und gehörte zur Pfarrei Winklarn.